# ثمرة البطاطس

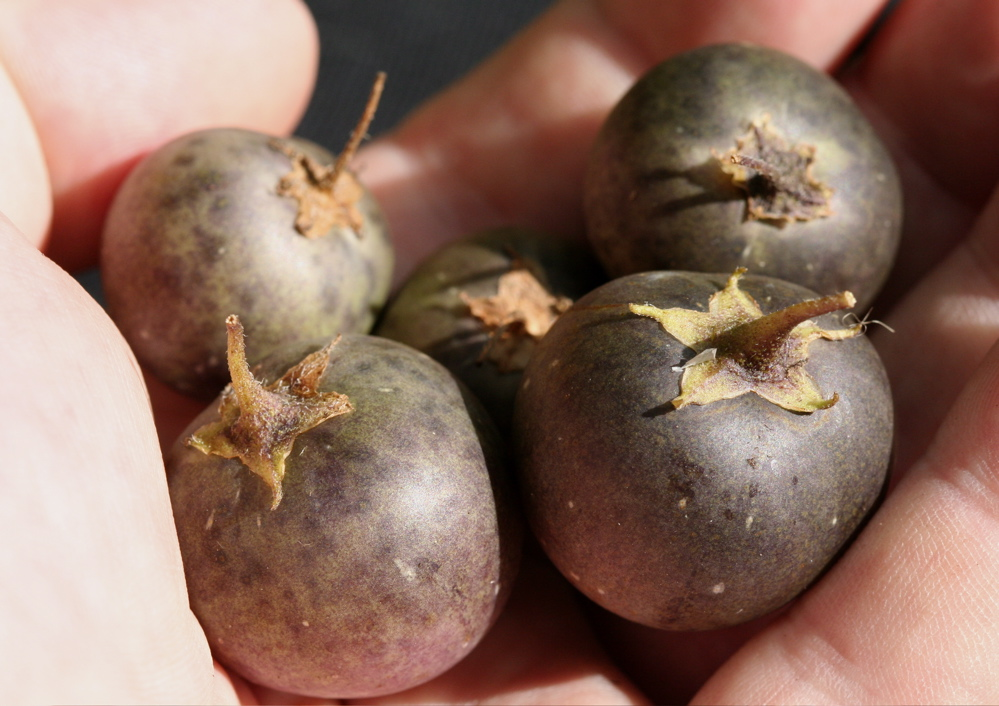
الثمار السامة التي تنتجها نباتات البطاطس الناضجة.

ثمرة البطاطس هي الجزء من نبات البطاطس الذي يُنتج، بعد الإزهار، ثمرة سامة تشبه حبة الطماطم الكرزية الخضراء. . 